# Xalets de la Font Picant
Els xalets de la Font Picant eren uns edificis d'Argentona (Maresme) inclosos a l'Inventari del Patrimoni Arquitectònic de Catalunya.

## Descripció
Es tractava d'un grup de quatre edificacions situades més amunt del parc de la Font Picant o de Burriac, on s'hi accedia per un camí arbrat amb fanals fets de pedra. Les cases eren de dos habitatges units, amb planta i dos pisos. Es trobaven disposades fent un quadre al mig del qual hi havia un gran pati per on s'hi accedia mitjançant l'espai entre cada un dels blocs. Cada bloc, d'iguals dimensions (alçada, amplària...) tenia una decoració a les façanes exteriors d'estil modernista; els motius i tècniques dels elements decoratius eren diferents. Si per una banda s'hi trobaven motius arabescos al guardapols de les finestres i portes, per una altra s'hi veien motius florals esgrafiats o sanefes de mosaic de rajola de colors. La disposició de les finestres i portes, doble a cada casa, era la mateixa. Al darrere de les antigues construccions hi ha un petit bosc de plàtans. A causa de l'estat ruïnós dels xalets, dels quals només en restaven els murs i les façanes arrebossades, el 1995 van ser enderrocats.